# 바비루사
바비루사(Babyrousa Babyrussa)는 우제목/경우제목 멧돼지과에 속하는 멧돼지의 일종이다. 인도네시아에 서식하며, 사슴멧돼지라고도 한다. 몸길이가 87~100cm, 몸무게가 91kg, 꼬리길이가 대략 27cm이며 수컷이 암컷보다 크다. 같은 과에 딸린 멧돼지들 보다는 썩 빨리 달릴 수 있으며, 몸이 날렵하고, 또한 늘씬한 편이다. 수컷은 4개의 송곳니가 있는데, 그중 윗어굼니에 해당하는 2개는 얼굴 피부를 뚫고 자란다. 야행성이며, 단독으로 생활하거나 부부가 같이 생활한다. 셀레베스섬이나 몰루카 제도에 서식하고, 이 멧돼지는 식용한다. 멸종 위기종 중 하나이다.